# Escalero

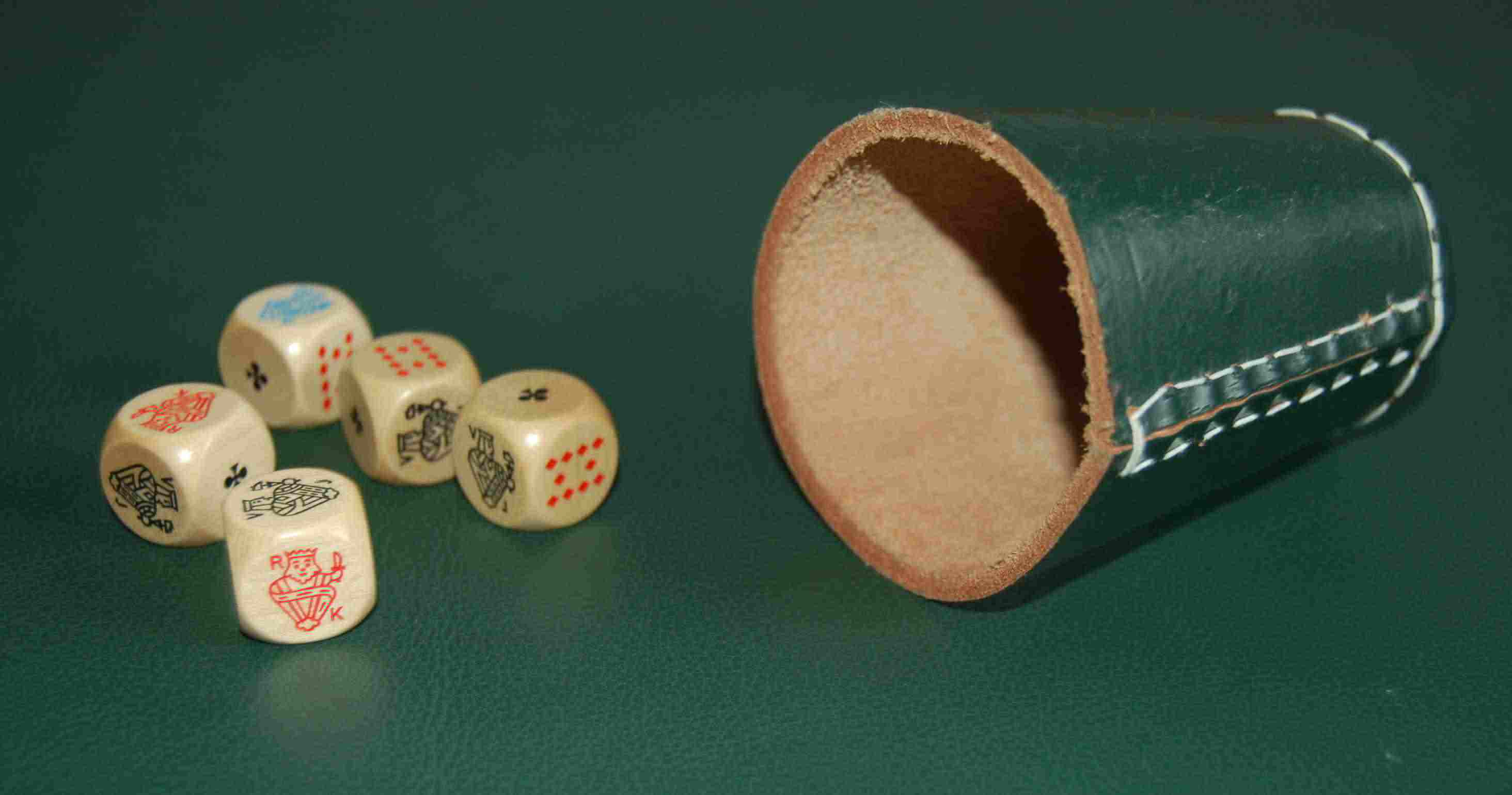
Pokerwürfel mit Würfelbecher

Escalero, Eskalero oder auch Eskalero Würfelpoker ist ein vom Kartenspiel Poker inspiriertes Würfelspiel, das in Österreich sehr weit verbreitet ist. 
Verwandte Spiele sind Yacht mit den kommerziellen Versionen Yahtzee und Kniffel, sowie Generala, Cheerio und des Weiteren Cameroon und Double Cameroon (mit zehn Würfeln), Crag (mit drei Würfeln), Hindenburg und Querpokern.

## Die Regeln
Die nachstehende Beschreibung folgt dem Regelbuch der Firma Piatnik Wien; Varianten siehe unten.

### Das Spiel zu zweit

#### Allgemeines
Escalero wird von zwei Personen mit einem Satz von fünf Poker- oder Augenwürfeln gespielt. 
Die Spieler notieren ihre Resultate auf einem Spielblock in einer Tabelle mit zehn Zeilen (Reihen) und sechs Spalten (Kolonnen):
| Spieler |   |   |   |   |   |   |
| Kolonne | 1 | 2 | 3 | 1 | 2 | 3 |
| 9 1     |   |   |   |   |   |   |
| 10 2    |   |   |   |   |   |   |
| B 3     |   |   |   |   |   |   |
| D 4     |   |   |   |   |   |   |
| K 5     |   |   |   |   |   |   |
| A 6     |   |   |   |   |   |   |
| S       |   |   |   |   |   |   |
| F       |   |   |   |   |   |   |
| P       |   |   |   |   |   |   |
| G       |   |   |   |   |   |   |
| Summe   |   |   |   |   |   |   |

Die ersten sechs Zeilen der (eigentlichen) Tabelle sind den sogenannten Bildern, die weiteren vier den Kombinationen gewidmet; in einer Abschlusszeile werden die Spaltensummen eingetragen. Jedem Spieler stehen so für das Eintragen seiner Resultate drei Spalten zur Verfügung. 
In jeder Runde darf drei Mal gewürfelt werden. Ein Spieler hat die Möglichkeit, nach dem ersten Wurf oder auch nach dem zweiten Wurf die Würfel beliebig liegenzulassen oder wieder aufzunehmen. Nach dem letzten Wurf entscheidet der Spieler, was er in der Tabelle einträgt.

#### Die Kombinationen
Die höchsten Würfe sind
- Grande (Fünf Gleiche, Five of a kind). Wert 50 Punkte, serviert 80 Punkte.
- Poker (Vier Gleiche, Four of a kind). Wert 40 Punkte, serviert 45 Punkte.
- Full House: Drei Gleiche und ein Paar. Wert 30 Punkte, serviert 35 Punkte.
- Straight, auch Straße oder Quint, also A–K–D–B–10 oder K–D–B–10–9, bzw., falls mit Augenwürfeln gespielt wird, 6–5–4–3–2 oder 5–4–3–2–1. Wert 20 Punkte, serviert 25 Punkte.

Eine Servierung (Wurf aus der Hand) erhöht den Grundwert von Straight, Full House und Poker um jeweils fünf Punkte, im Falle eines Grande um 30 Punkte. Bei einer Servierung ist es gleichgültig, ob es sich um den ersten, zweiten oder dritten Wurf eines Spielers handelt, wesentlich für einen Wurf aus der Hand ist, dass alle fünf Würfel zugleich geworfen werden. 
Kommt es zu einem Wurf aus der Hand, so wird das Maximum von drei Würfen nicht immer ausgeschöpft, da nach einem weiteren Versuch die Extrapunkte nicht mehr notiert werden dürfen: Wirft z. B. ein Spieler einen Poker aus der Hand und versucht nun mit seinen verbleibenden Würfen ein Grande zu erreichen, so darf er, falls dies nicht gelingt, den Poker nur mehr mit 40 Punkten eintragen.

#### Die Bilder
Abgesehen von den obigen Kombinationen muss man als Spieler versuchen, die verschiedenen Bilder von Neun bis Ass möglichst oft zu erreichen, das Optimum ist fünfmal die Neun, fünfmal die Zehn usw. Hierfür erhält man wie folgt Punkte: Man multipliziert die Anzahl der Würfel, die das Bild zeigen, mit der Punktezahl für das betreffende Bild. 
Punktewerte der Bilder
Die Punktewerte der einzelnen Bilder sind: Eine Neun zählt einen Punkt, eine Zehn zählt zwei Punkte, Bube drei, Dame vier, König fünf und das Ass sechs Punkte; so zählen etwa vier Buben zwölf Punkte oder drei Könige fünfzehn Punkte. 
Um sich diese "Umrechnung" zu ersparen, wird daher sehr häufig mit Augenwürfeln anstelle von Poker-Würfeln gespielt.

#### Das Notieren der Punkte
Jeder Spieler trägt am Ende einer Runde die erzielten Punkte in der Tabelle in der dem Bild bzw. der Kombination entsprechenden Reihe (Zeile) und je nach Wunsch in der ersten, zweiten oder dritten Kolonne (Spalte) ein. In jedes Feld der Tabelle darf nur einmal eingetragen werden, einmal eingetragene Punkte dürfen nicht mehr geändert oder etwa in eine andere Kolonne verschoben werden.
Hat ein Spieler in einer Runde besonders schlecht gewürfelt und kann keine gewinnverheißende Eintragung vornehmen, so darf er, um den Verlust klein zu halten, ein Feld der Tabelle streichen, d. h., in das entsprechende Feld eine Null eintragen, z. B. in das Feld für die Neuner in der ersten Kolonne. Freilich steht ein einmal gestrichenes Feld im weiteren Verlauf der Partie nicht mehr für eine Eintragung zur Verfügung.
Anmerkung: Hat ein Spieler etwa das Feld für das Grande bereits gestrichen, so darf er den Wurf ggf. als Poker oder Full House werten.

#### Die Abrechnung
Der Sieger einer Kolonne ist derjenige Spieler, der die höhere Gesamtpunktezahl erzielen konnte.
Für den Gewinn der einzelnen Kolonnen werden wie folgt Punkte (Game points) vergeben.
- Der Gewinn der ersten Kolonne zählt einen Punkt,
- der Gewinn der zweiten Kolonne zählt zwei Punkte, und
- der Gewinn der dritten Kolonne zählt vier [sic] Punkte.

Endet eine Kolonne unentschieden, so schreibt keiner der beiden Spieler dafür einen Punkt.
Gewinnt ein Spieler alle drei Kolonnen, so erhält einen zusätzlichen Bonus von zwei Punkten, d. h. neun Punkte insgesamt.
Nach diesen Punkten wird nun die Partie abgerechnet: Gewinnt ein Spieler etwa die erste und die dritte Kolonne, so hat er die Partie mit 1 − 2 + 4 = 3 Punkten gewonnen, und diese Punktezahl wird entsprechend dem vor Partiebeginn vereinbarten Schlüssel von seinem Gegner ausbezahlt.

### Das Spiel zu dritt
Nehmen drei Personen am Spiel teil, so spielt jeder für sich gegen die beiden anderen. Der Sieger einer Kolonne erhält von jedem der beiden Gegner die Punkte so wie beim Spiel zu zweit ausbezahlt.
Gewinnt z. B. A die zweite Kolonne und B die beiden anderen, während C leer ausgeht, so erhält
A: −1 +4 −4 = −1 Punkte,
B: +2 −2 +8 = +8 Punkte, und
C: −1 −2 −4 = −7 Punkte.
Gewinnt ein Spieler alle drei Kolonnen, so erhält er von beiden Gegnern jeweils neun Punkte.

### Das Spiel zu viert oder mit mehr Personen
Nehmen vier oder mehr Personen an einer Partie teil, so werden zu Beginn Paare gelost. Ist die Teilnehmerzahl ungerade, so spielt entweder ein Spieler für zwei Personen, oder er macht den Schreiber. 
Jedes Paar erhält drei Kolonnen, jeder der beiden Partner darf je Runde bis zu dreimal Würfeln, es darf aber nur eines der beiden Ergebnisse je Runde in der Tabelle eingetragen werden. In jeder Kolonne gibt es ein Siegerpaar.

## Varianten
Escalero wird abweichend von den obigen Regeln auch wie folgt gespielt. 
- Jeder Spieler spielt – wie auch beim verwandten Yacht – nur eine statt drei Kolonnen; der Gewinner erhält die Punktedifferenz nach einem vor Beginn der Partie vereinbarten Schlüssel ausbezahlt – dies dürfte die ursprüngliche Version des Spiels sein.

- Die Tabelle enthält elf statt zehn Zeilen und zwar zusätzlich zur Zeile für Grande noch eine weitere Zeile für Grande serviert; dieses wird mit 100 statt mit 80 Punkten bewertet und als Doppel-Grande bezeichnet.

- Das Straight wird mit 25 statt mit 20 Punkten, serviert mit 30 anstelle von 25 Punkten bewertet.

## Weitere Spiele mit Pokerwürfeln
- Poker Dice
- Liar Dice